# NSB Type 2a
Die norwegischen Dampflokomotiven der Type 2a wurden 1861 in drei Exemplaren von Robert Stephenson in Newcastle upon Tyne, England, mit der Fabriknummern 1405–1407 für die Bahnstrecke Oslo–Kongsvinger (Kongsvingerbanen – KB) gebaut. Sie wurden zwischen dem 22. Oktober und dem 8. November 1861 angeliefert und 1862 in Betrieb genommen.

## Einsatzgebiete
Zusammen mit den beiden ersten Lokomotiven der Type 1a nahmen die fünf Lokomotiven den Verkehr auf der ersten Staatsbahn in Norwegen auf. Sie ähnelten zum Teil den ersten Lokomotive des Typs NHJ A der Hovedbane, waren aber kleiner, hatten keinen Langkessel und die Feuerbüchse lag zwischen den Antriebsachsen.
Bereits 1862 wurde die Nummerierung der Lokomotiven geändert, die ab diesem Zeitpunkt 2a 15 bis 17 lautete.
Da die Lokomotiven für den zunehmenden Verkehr der Kongsvingerbahn zu schwach wurden, wurden ihnen andere, leichtere Aufgaben übertragen. Nr. 17 kam am 23. Juli 1896 zur Eidsvoll–Ottabane (EOB), die heute in der Dovrebahn integriert ist. Nr. 15 und 16 wurden am 1. April 1906 auf die Solørbane (KEB) versetzt.

## Verbleib
Lok Nr. 15 und 16 wurden am 21. April 1914 und Nr. 17 im Laufe des Jahres 1920 ausgemustert. Nr. 15 wurde verschrottet, aber Nr. 16 und 17 blieben erhalten und gehören zum Bestand des Norsk Jernbanemuseum in Hamar. Nr. 16 ist dort ausgestellt, während Nr. 17 betriebsfähig ist und für Touristenzüge zwischen Hamar und Elverum eingesetzt wird.
Nr. 17 wurde im Zusammenhang mit der Wiederherstellung zum 100-jährigen Jubiläum der Norges Statsbaner (NSB) am 18. Januar 1954 mit dem Namen Caroline versehen. Die Lok war von den NSB 1920 ausgemustert worden, wurde aber zwischen 1921 und 1953 durch die Klevfos Cellulose & Papirfabrik weiter eingesetzt. Dort hatte sie den Namen Klevfossmerra. Die Lokomotive wurde danach im Zustand von 1900 wiederhergestellt, das nachträglich angebaute Führerhaus wurde wieder abgebaut. Nr. 16 ist im Lieferzustand erhalten und besitzt nur eine Windschutzscheibe für das Personal.